# Novîi Liubar, Liubar
Novîi Liubar (în ucraineană Новий Любар) este un sat în comuna Iurivka din raionul Liubar, regiunea Jîtomîr, Ucraina.

## Demografie
Componența lingvistică a localității Novîi Liubar
     Ucraineană (97,89%)
     Rusă (2,11%)
Conform recensământului din 2001, majoritatea populației localității Novîi Liubar era vorbitoare de ucraineană (97,89%), existând în minoritate și vorbitori de rusă (2,11%).